# まいにちスクスク
『まいにちスクスク』は、NHK教育テレビジョンで2002年4月1日から放送されている、育児に関する5分間のミニ番組である。

## ナレーション
- 大山尚雄
- 加納千秋

## 放送時間
本放送
- 毎週金曜 8:50-8:55 / 土日 19:50-19:55

過去の放送時間
- 毎週月曜 - 木曜 10:55-11:00

再放送
- 毎週月曜 - 水曜 11:20-11:25

過去の放送時間
- 毎週月曜 - 木曜 19:55 - 20:00

## オープニング曲
- 世界の終わり「 ファンタジー」

## 関連番組
- 母親から教師から（1959年1月 - 1965年4月）
- おかあさんの勉強室（1965年4月 - 1990年3月）
- 育児カレンダー（1990年4月 - 1992年4月）
- すくすく赤ちゃん（1992年4月 - 1999年4月）
- すくすくネットワーク（1999年4月 - 2003年3月）
- すくすく子育て（2003年4月 - ）